# سرژ دوکوسته
سرژ دوکوسته (فرانسوی: Serge Ducosté‎؛ زادهٔ ۴ فوریهٔ ۱۹۴۴) بازیکن فوتبال اهل هائیتی بود.
وی همچنین در تیم ملی فوتبال هائیتی بازی کرده‌است.